# تومي ثيلين
تومي ثيلين (بالسويدية: Tommy Thelin)‏ (22 سبتمبر 1983 في السويد - ) هو لاعب كرة قدم سويدي في مركز الهجوم. لعب مع نادي جونكوبينغ سودرا ‏.

## وصلات خارجية
- تومي ثيلين على موقع اتحاد السويد (السويدية)
- تومي ثيلين على موقع قاعدة بيانات كرة القدم.إي يو (الإنجليزية)
- تومي ثيلين على موقع Soccerway.com (الإنجليزية)